# الرتب العسكرية للجيش الوطني الشعبي الجزائري
الرتب العسكرية للجزائر هي الشارة العسكرية التي يستخدمها الجيش الوطني الشعبي الجزائري. تنتهي الرتب إلى الفريق الأول قائد الحرس الجمهوري بن علي بن علي.

## الضباط
| الفرع                    | ضباط عمداء      | ضباط عمداء               | ضباط عمداء    | ضباط عمداء  | ضباط سامين  | ضباط سامين         | ضباط سامين  | ضباط مساعدين | ضباط مساعدين | ضباط مساعدين          | ضباط مساعدين          |
| الفرع                    | ضباط عاملين     | ضباط عاملين              | ضباط عاملين   | ضباط عاملين | ضباط عاملين | ضباط عاملين        | ضباط عاملين | ضباط عاملين  | ضباط عاملين  | مخصص (إحتياطي / عامل) | مخصص (إحتياطي / عامل) |
| ------------------------ | --------------- | ------------------------ | ------------- | ----------- | ----------- | ------------------ | ----------- | ------------ | ------------ | --------------------- | --------------------- |
| الفرع                    | فريق أول        | فريق                     | لواء          | عميد        | عقيد        | مقدم               | رائد        | نقيب         | ملازم أول    | ملازم                 | مرشح                  |
| الفرع                    | Général d'armée | Général de corps d'armée | Général major | Général     | Colonel     | Lieutenant colonel | Commandant  | Capitaine    | Lieutenant   | Sous lieutenant       | Aspirant              |
| القوات البرية الجزائرية  |                 |                          |               |             |             |                    |             |              |              |                       |                       |
| القوات البحرية الجزائرية |                 |                          |               |             |             |                    |             |              |              |                       |                       |
| القوات الجوية الجزائرية  |                 |                          |               |             |             |                    |             |              |              |                       |                       |

## ضباط الصف والأفراد المجندين
| الفرع                    | المساعدين (كبار ضباط الصف) | المساعدين (كبار ضباط الصف) | المساعدين (كبار ضباط الصف) | ضباط صف      | ضباط صف                | رجل صف رتيب            | رجال الصف              | رجال الصف              |
| الفرع                    | عقد عامل                   | عقد عامل                   | عقد عامل                   | عقد متعاقد   | عقد (متعاقد / إحتياطي) | عقد (متعاقد / إحتياطي) | عقد (متعاقد / إحتياطي) | عقد (متعاقد / إحتياطي) |
| ------------------------ | -------------------------- | -------------------------- | -------------------------- | ------------ | ---------------------- | ---------------------- | ---------------------- | ---------------------- |
| الفرع                    | مساعد رئيسي                | مساعد أول                  | مساعد                      | رقيب أول     | رقيب                   | عريف أول               | عريف                   | جندي                   |
| الفرع                    | Adjutant principal         | Adjudant chef              | Adjudant                   | Sergent chef | Sergent                | Caporal chef           | Caporal                | Soldier                |
| القوات البرية الجزائرية  |                            |                            |                            |              |                        |                        |                        | بلا شارة               |
| القوات البحرية الجزائرية |                            |                            |                            |              |                        |                        |                        | بلا شارة               |
| القوات الجوية الجزائرية  |                            |                            |                            |              |                        |                        |                        | بلا شارة               |